# Powiat de Lubartów
Pour les articles homonymes, voir Lubartów.
Le powiat de Lubartów (polonais : powiat lubartowski) est un powiat (district) de la voïvodie de Lublin, dans le sud-est de la Pologne.
Il est né le 1er janvier 1999, à la suite des réformes polonaises de gouvernement local passées en 1998. 
Le siège administratif du powiat est la ville de Lubartów, située à environ 25 kilomètres au nord de Lublin (capitale de la voïvodie). Il y a deux autres villes dans le powiat: Kock, située à 23 kilomètres au nord-ouest de Lubartów, et Ostrów Lubelski située à 18 kilomètres à l'est de Lubartów.
Le district couvre une superficie de 1 290,35 kilomètres carrés. En 2006, sa population totale est de 90 484 habitants, avec une population pour la ville de Lubartów de 22 950 habitants, pour la ville de Kock de 3 478 habitants, pour la ville d'Ostrów Lubelski de 2 245 habitants et une population rurale de 61 811 habitants.

## Division administrative
Le district de Lubartów comprend 13 gminy (communes) (1 urbaine, 2 urbaines-rurales et 10 rurales) :
- 1 commune urbaine : Lubartów ;
- 2 communes urbaines-rurales : Kock et Ostrów Lubelski ;
- 10 communes rurales :  Abramów, Firlej, Jeziorzany, Kamionka, Lubartów, Michów, Niedźwiada, Ostrówek, Serniki et Uścimów.

Celles-ci sont inscrites dans le tableau suivant, dans l'ordre décroissant de la population.
| Gmina                                                   | Type         | Supérficie (km²) | Population (2006) | Chef-lieu       |
| Lubartów                                                | urbain       | 13,9             | 22 950            |                 |
| Gmina Lubartów                                          | rural        | 158,9            | 10 212            | Lubartów *      |
| Gmina Kock                                              | urbain-rural | 100,6            | 6 763             | Kock            |
| Gmina Kamionka                                          | rural        | 111,9            | 6 433             | Kamionka        |
| Gmina Michów                                            | rural        | 135,9            | 6 417             | Michów          |
| Gmina Niedźwiada                                        | rural        | 95,8             | 6 334             | Niedźwiada      |
| Gmina Firlej                                            | rural        | 126,4            | 6 173             | Firlej          |
| Gmina Ostrów Lubelski                                   | urbain-rural | 121,7            | 5 630             | Ostrów Lubelski |
| Gmina Serniki                                           | rural        | 75,4             | 4 833             | Serniki         |
| Gmina Abramów                                           | rural        | 84,5             | 4 309             | Abramów         |
| Gmina Ostrówek                                          | rural        | 90,0             | 4 149             | Ostrówek        |
| Gmina Uścimów                                           | rural        | 108,6            | 3 385             | Uścimów         |
| Gmina Jeziorzany                                        | rural        | 66,6             | 2 896             | Jeziorzany      |
| * Le siège ne fait pas partie du territoire de la gmina |              |                  |                   |                 |

## Démographie
Données du 30 juin 2005 :
| Description | Total  | Total | Femmes | Femmes | Hommes | Hommes |
| ----------- | ------ | ----- | ------ | ------ | ------ | ------ |
| Unité       | Nombre | %     | Nombre | %      | Nombre | %      |
| Population  | 90 839 | 100   | 46 358 | 51,03  | 44 481 | 48,97  |
| Urbain      | 28 719 | 31,62 | 14 924 | 16,43  | 13 795 | 15,19  |
| Rural       | 62 120 | 68,38 | 31 434 | 34,60  | 30 686 | 33,78  |

## Histoire
De 1975 à 1998, les différentes gminy du powiat actuel appartenaient administrativement à la Voïvodie de Lublin.